# Arrunte (Eneida)
Arrunte, Arunte, Arrunta o Arruns era un joven guerrero etrusco de la mitología romana, aliado de los troyanos, compañero de Eneas. Es mencionado en el libro XI de la Eneida.
Camila, reina de los volscos se ofreció a ayudar a Turno, rey de los rútulos, contra Eneas. Arrunte, mediante una emboscada consigue herirla de muerte, mientras atacaba a un sacerdote troyano. La diosa Diana, ansiosa por vengar a su protegida, encarga a una ninfa llamada Opi que mate a Arrunte. Opi le atraviesa con una flecha y le mata instantáneamente.

«Telum ex insidiis cum tandem tempore capto, concitat et superos Arruns sic uoce precatur...» ("Y aquí está el arma, insidiosa, finalmente encontró el momento, Arrunte lanza su ataque, invocando a los dioses.")
Virgilio, Eneida, XI, 783 - 784.